# Katedrála Zmrtvýchstání Páně a svatého Tomáše (Zamość)
Katedrála Zmrtvýchstání Páně a svatého Tomáše apoštola je historický renesanční kostel postavený na konci 16. století. Nalézá se na ulici Kolegiacka 1A na Starém Městě v polském městěZamośći v Lublinském vojvodství.

## Historie
Kostel založil zakladatel města Jan Zamojski a navrhl ho italský architekt Bernardo Morando s odkazy na italské kostely z 15. a 16. století. Zpočátku to byl kolegiátní kostel, Zamość byla podřízena Chelmskému biskupství, teprve v roce 1992, kdy byla zřízena diecéze Zamość-Lubaczów, byl povýšen na katedrálu. Vnitřní výzdoba tohoto kostela byla po smrti jeho architekta dokončena na počátku 17. století. Kostel byl vysvěcen v roce 1637.
Významná rekonstrukce byla provedena až v období dělení Polska, v letech 1824-1826, pod velením generála J. Mallet-Malletského, který tehdy řídil rozšiřování a modernizaci zamojské pevnosti. V tomto období byla katedrála snížena, mimo jiné byla změněna fasáda, takže současný vnější vzhled je více klasicistní, zmizely nápisy a erby Zamoyských a odstraněny byly i některé prvky uvnitř kostela. Ve druhé polovině 19. století a v první polovině 20. století byly provedeny další změny a opravy, spojené také s četnými poškozeními.
Během své sedmé pouti do Polska v roce 1999 navštívil katedrálu papež Jan Pavel II.
Katedrála slouží také jako farní kostel. V rámci farnosti se ve Starém Městě nachází také další kostel - rektorátní kostel svaté Kateřiny.
Díky finančním prostředkům EU, které farnost získala v roce 2010 (v rámci Operačního programu Lubelské vojvodství (ROP)) na projekty zahrnující obnovu katedrály a zvonice, byla obnovena někdejší velkolepá podoba kostela, která existovala od konce 16. do počátku 19. století. Celkové náklady na projekt činily 26,3 milionu zlotých, z toho 22,3 milionu zlotých financovala Evropská unie.

## Architektura a interiér

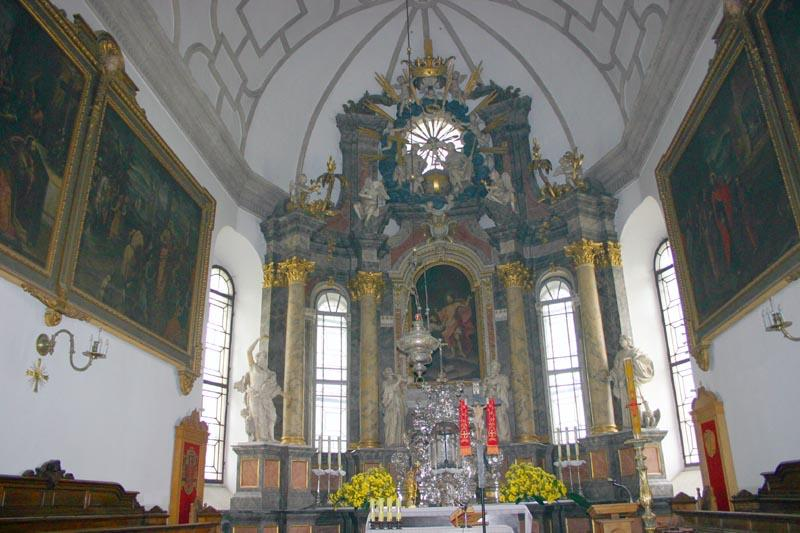
Hlavní oltář

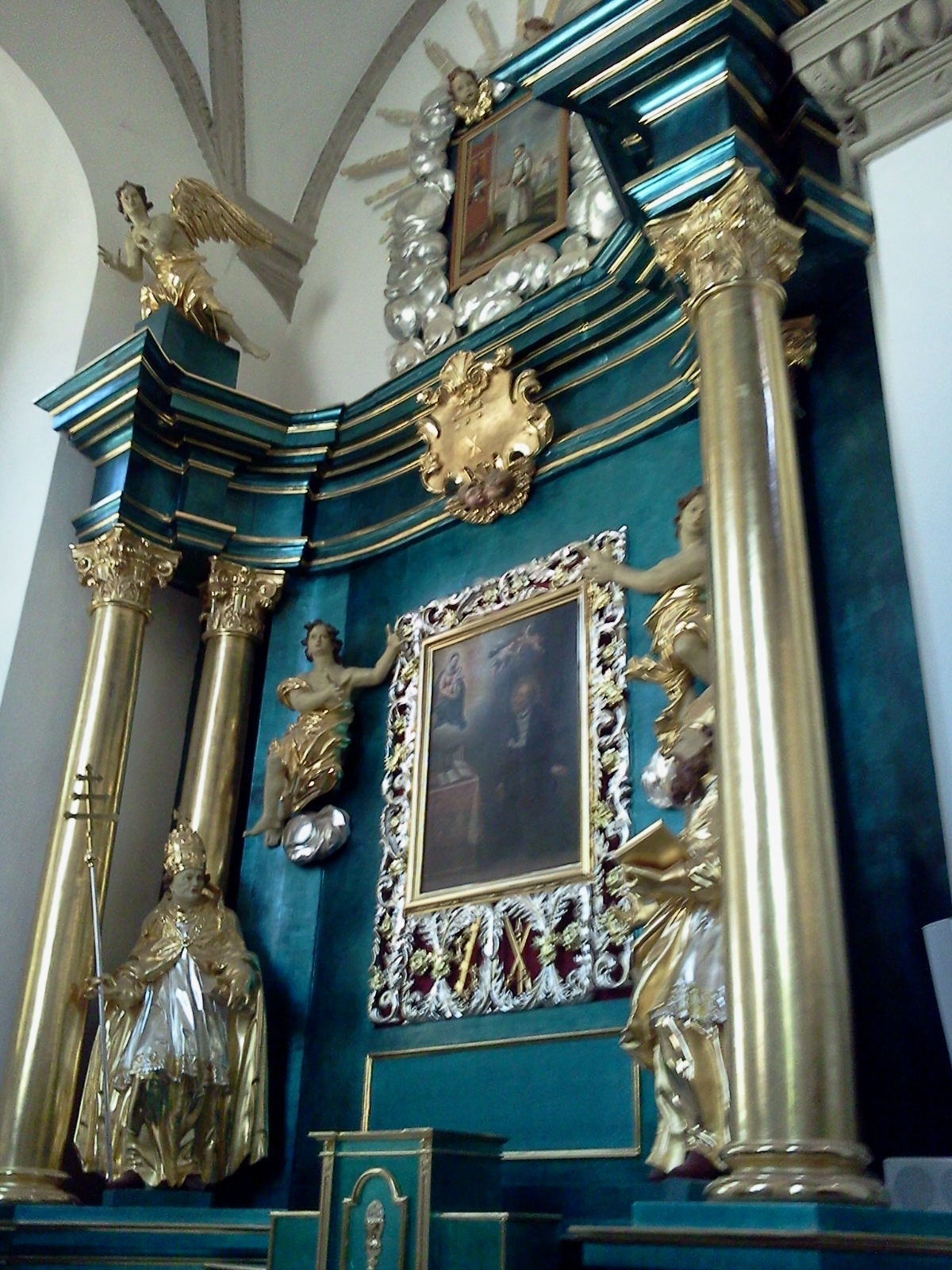
Akademická kaple s obrazem svatého Jana Kantovského, patrona Akademie v Zamośći.

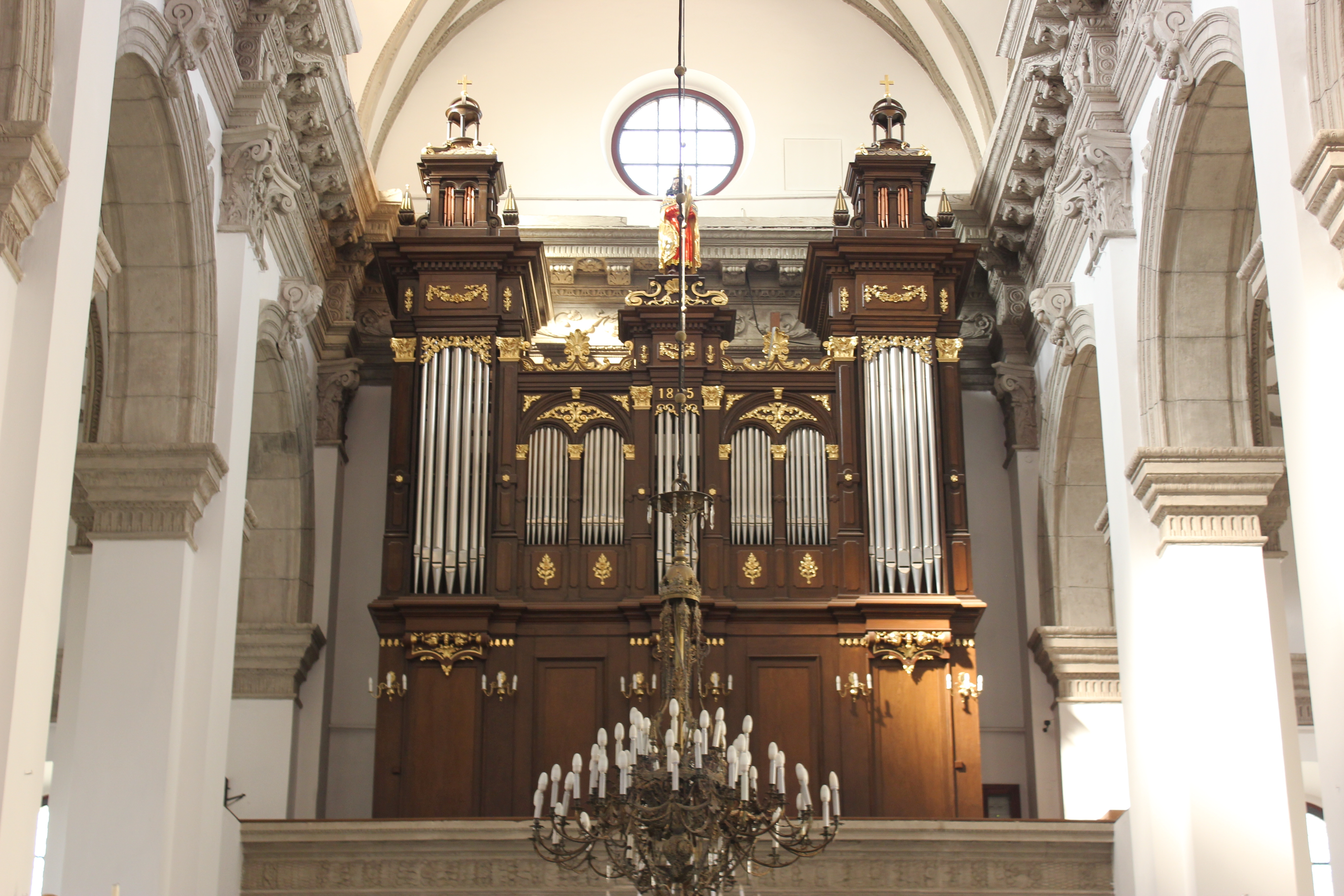
Varhany

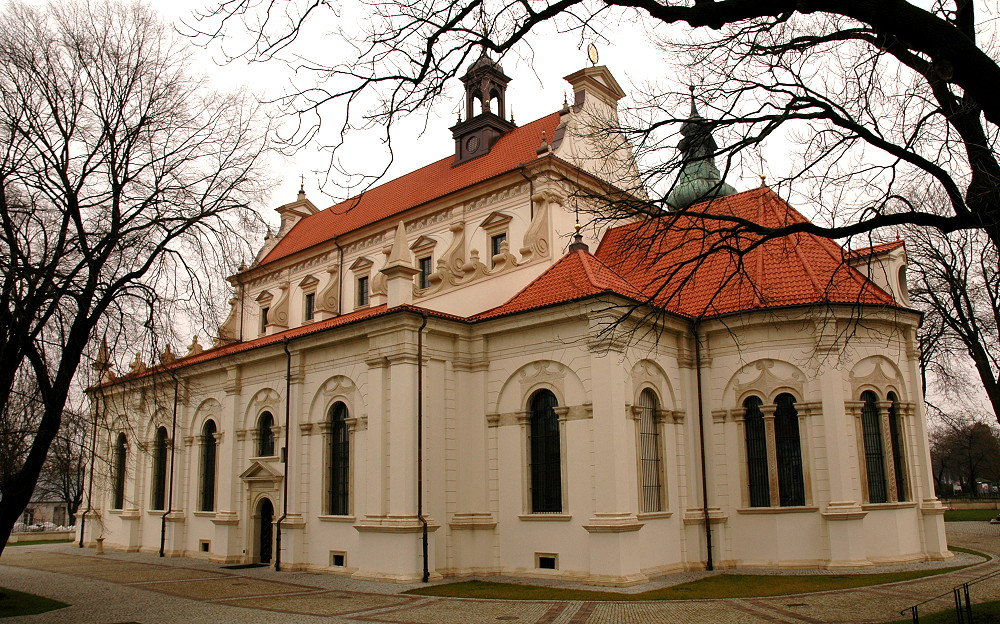
Zadní část s apsidou

Architektonický styl katedrály je spojován s tzv. lublinskou renesancí. Její rozměry v poměru 3:2 jsou: Délka 45 m a šířka 30 m. Vztahují se k tehdejším rozměrům Zamośće a odpovídají jeho patnáctinásobnému zmenšení. Jedná se o katedrálu bazilikálního typu s vyšší hlavní lodí se soudkovitými klenbami a lunetami, dosahující 20 m, a nižšími bočními loděmi. Dnes má 3 vchody - kromě hlavního na západě ještě 2 boční vchody přes bývalé kaple (na severu a jihu).
Současný pozdně barokní oltář z druhé poloviny 18. století nahradil první, raně barokní oltář, který byl převezen do Tarnogrodu. Má čtyři sloupy, mezi dvěma z nich je umístěn hlavní obraz, zobrazující svatého Tomáše apoštola klečícího u zmrtvýchvstalého Ježíše, a na bočních stěnách presbytáře jsou další čtyři obrazy, zobrazující patrona kostela. Na oltáři stojí stříbrný rokokový tabernákl z poloviny 18. století.
Uvnitř se nachází 9 kaplí, po čtyřech ve dvou dolních bočních lodích a jedna u kněžiště (na jeho pravé straně). Jednotlivé kaple, bohaté na vzácné předměty, oltáře, obrazy, jsou zasvěceny různým postavám a osobám:

### Jižní (pravá) boční ulička
- Zamoyského kaple Proměnění Páně (Ordynacká) - u oltářní lodi; je zde umístěn náhrobek (z černého mramoru) Jana Zamoyského; kromě toho je zde umístěn obraz s vyobrazením Proměnění Páně a menší portréty zakladatele města a jeho syna Tomasze, jakož i náhrobek se sochami 14. ordináře - Tomasze F. Zamoyského;
- Růžencová kaple (Růžencového bratrstva) - kopie obrazu Panny Marie Čenstochovské;
- Kaple Infulsionů - obraz svatého Mikuláše biskupa;
- Kaple relikvií - barokní oltář ze 17. století s relikviáři (většinou rokokovými), obraz svaté Máří Magdalény;
- Kaple Nejsvětější Trojice - zazděná; nachází se v ní kostelní knihovna.

### Severní (levá) boční loď
- Jana Kantého, patrona Zamojské akademie;
- Kaple Zvěstování - kopie velmi cenného obrazu Zvěstování (z Florencie);
- Kaple Ukřižovaného Krista - sochy spojené s křížovou cestou;
- kaple Panny Marie Ochranitelky (Milostné, Odwachowské) - obraz Panny Marie s dítětem; obyvatelé města ji mají ve velké úctě.

Další obraz, Milosrdného Ježíše, visí na stěně sakristie, která se nachází ve zděné kapli vlevo od hlavního oltáře.
Pod hlavní lodí se nacházejí krypty s rakvemi a popelem Zamoyských. Vchod pod nimi uzavírají železné dveře s erby rodiny, položené vodorovně v podlaze u růžencové kaple. V jedné z krypt odpočívá Jan Zamoyski. Donedávna bylo toto místo přístupné veřejnosti.
Na některých z osmi vysokých sloupů (4 na každé straně lodi) jsou epitafy (včetně epitafů Sz. Szymonowicze).
Na některých z osmi vysokých sloupů (4 na každé straně lodi) jsou epitafy (včetně epitafu Š. Szymonoviče).

## Související budovy a stavby

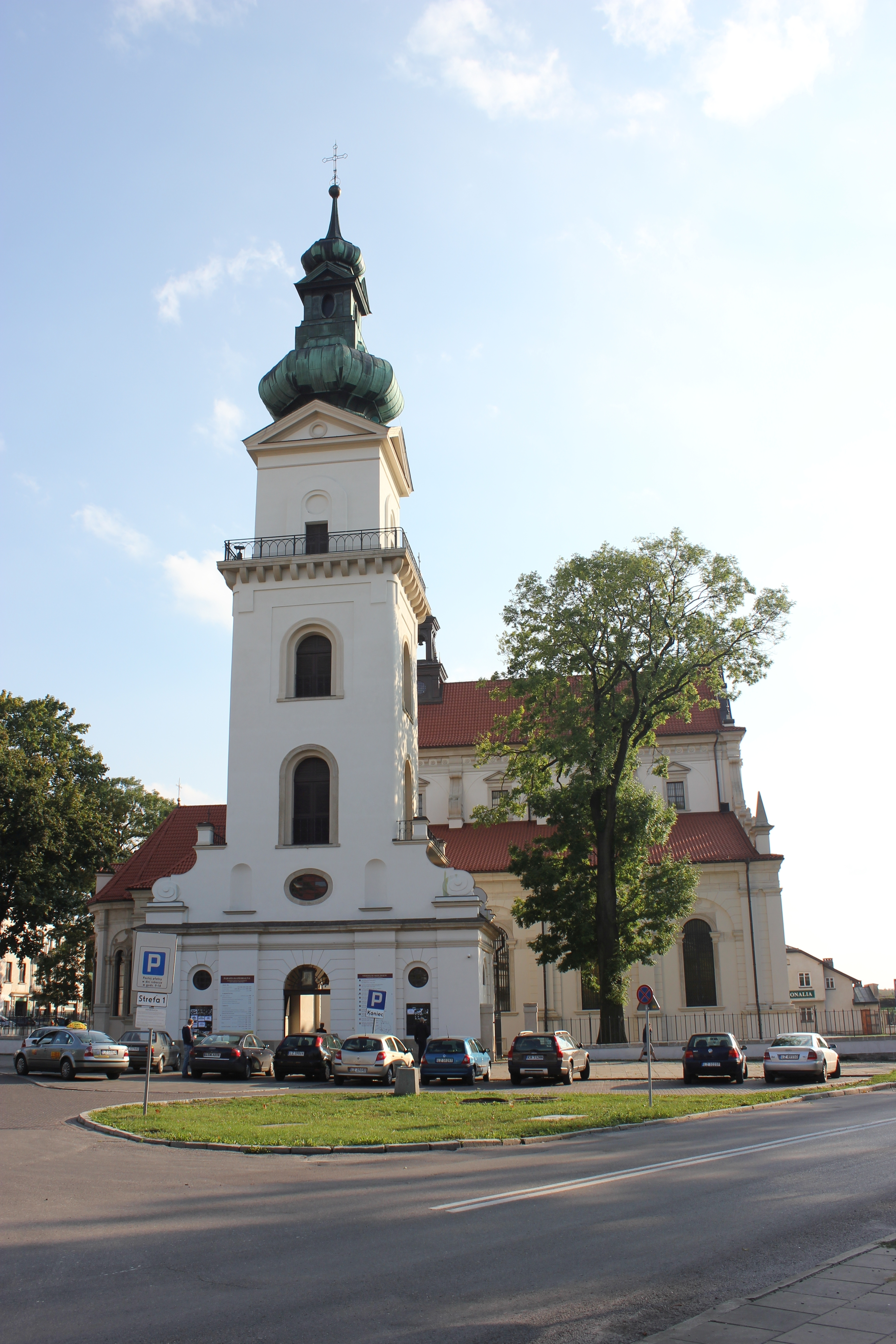
Zvonice

U katedrály (na její severní straně) stojí pozdně barokní zvonice, postavená ve druhé polovině 18. století; zásadní rekonstrukce proběhla v meziválečném období minulého století.

### Zvoní se zde třemi zvony
- "Jan", největší ze 17. století,
- "Vavřinec" z 18. století, a
- "Thomas" z 18. století.

V letní sezóně je zvonice přístupná veřejnosti, takže je atraktivním vyhlídkovým místem s výhledem na Staré Město.
Na jižní straně katedrály se nachází tzv. Infułatka, dům děkanů zamojských, postavený na konci 16. století a přestavěný v první polovině století následujícího. Až do roku 2017 v ní sídlilo Zamojské katedrální sakrální muzeum, které bylo v roce 2019 přestěhováno do další historické farní budovy - domu vikářů (tzv. "vikariátu") na severní straně katedrály.
V roce 1988 zde byl postaven první (jeden ze dvou v Zamośći) pomník Jana Pavla II.